# Émilie Desjeux
Émilie Desjeux (født 9. oktober 1861 i Joigny, død 23. april 1957 i Bussy-en-Othe) var en fransk kunstmaler.